# Yuh Myung-woo
Yuh Myung-woo (* 10. Januar 1964 in Seoul, Südkorea) ist ein ehemaliger südkoreanischer Boxer im Halbfliegengewicht. 

## Profikarriere
Im Jahre 1982 begann er erfolgreich seine Profikarriere. Am 8. Dezember 1985 boxte er gegen Joey Olivo um den Weltmeistertitel des Verbandes WBA und siegte nach Punkten. Diesen Gürtel verteidigte er insgesamt 17 Mal hintereinander und verlor ihn am 17. Dezember 1991 an Hiroki Ioka. 
Allerdings schlug er Ioka im direkten Rematch, welches am 18. November des darauffolgenden Jahres stattfand, durch Mehrheitsentscheidung und errang dadurch den WBA-Weltmeistergürtel zurück. Im Juni 1993 verteidigte er den Titel gegen Yuichi Hosono einstimmig nach Punkten.
Nach diesem Sieg beendete Yuh Myung-woo seine Karriere und trat somit als Weltmeister zurück.
Im Jahre 2013 wurde Yuh Myung-woo in die International Boxing Hall of Fame aufgenommen.